# Calathea kummeriana
Calathea kummeriana är en strimbladsväxtart som beskrevs av Charles Jacques Édouard Morren. Calathea kummeriana ingår i släktet Calathea och familjen strimbladsväxter. Inga underarter finns listade.